# Halterofília als Jocs Olímpics d'Estiu de 1920 - pes lleuger
La competició del pes lleuger, amb un pes dels aixecadors inferior a 67,5 kg, va ser una de les cinc proves d'halterofília que es disputà durant els Jocs Olímpics d'Anvers de 1920. Hi van prendre part 12 aixecadors en representació de 10 nacions.

## Medallistes
| Or                   | Plata                 | Bronze                |
| Alfred Neuland (EST) | Louis Williquet (BEL) | Florimond Rooms (BEL) |

## Resultats
| Pos. | Aixecador              | Nació         | Total | Pes alçat | Pes alçat | Pes alçat |
| Pos. | Aixecador              | Nació         | Total | Arrancada | Impuls    | Dos temps |
| ---- | ---------------------- | ------------- | ----- | --------- | --------- | --------- |
| 1    | Alfred Neuland         | Estònia       | 257,5 | 72,5      | 75,0      | 110,0     |
| 2    | Louis Williquet        | Bèlgica       | 240,0 | 60,0      | 75,0      | 105,0     |
| 3    | Florimond Rooms        | Bèlgica       | 230,0 | 55,0      | 70,0      | 105,0     |
| 4    | Giulio Monti           | Itàlia        | 230,0 | 55,0      | 70,0      | 105,0     |
| 5    | Karl Olofsson          | Suècia        | 220,0 | 55,0      | 70,0      | 95,0      |
| 5    | Fernand Arnout         | França        | 220,0 | 60,0      | 60,0      | 100,0     |
| 7    | Jean Vaquette          | França        | 215,0 | 55,0      | 65,0      | 95,0      |
| 8    | Johny Grün             | Luxemburg     | 210,0 | 52,5      | 67,5      | 90,0      |
| 8    | Wilhelmus van Nimwegen | Països Baixos | 210,0 | 55,0      | 65,0      | 90,0      |
| 10   | Evangelos Menexis      | Grècia        | 205,0 | 50,0      | 60,0      | 95,0      |
| 11   | Thorvald Hansen        | Dinamarca     | 202,5 | 52,5      | 55,0      | 95,0      |
| 12   | Percival Mills         | Regne Unit    | 192,5 | 50,0      | 57,5      | 85,0      |